# Pseudoneureclipsis graograman
Pseudoneureclipsis graograman är en nattsländeart som beskrevs av Malicky 1987. Pseudoneureclipsis graograman ingår i släktet Pseudoneureclipsis och familjen fångstnätnattsländor. Inga underarter finns listade i Catalogue of Life.